# Lijst van nummers van de Zangeres zonder Naam
Deze pagina bevat een onvolledige lijst van nummers die de Zangeres zonder Naam (Koningin van het Levenslied) ooit heeft uitgebracht. Deze lijst staat op alfabetische volgorde. Waar mogelijk is aangegeven als ze een duet heeft gezongen met Johnny Hoes, of haar broer Jerry Bey.
| Naam                                                    | Jaar               | Extra informatie                                               |
| ------------------------------------------------------- | ------------------ | -------------------------------------------------------------- |
| 50 jaar getrouwd                                        | 1960               | Met Jerry Bey, als Jerry en Mary                               |
| Aan 't witte strand van Soerabaya                       |                    |                                                                |
| Aan de muur van 't oude kerkhof                         | 1964               |                                                                |
| Aan het goudgele strand van Hawaii                      |                    |                                                                |
| Abel Pierre & Kain Jacques                              | 1972               |                                                                |
| Ach moeder, laat mij leven                              | 1975               |                                                                |
| Ach Rosemarie                                           |                    | Met Jerry Bey, als Jerry en Mary                               |
| Ach vaderlief, toe drink niet meer                      | 1959               |                                                                |
| Achter in het stille klooster                           | 1965               |                                                                |
| Achter tralies en muren (De jonge non)                  | 1964               |                                                                |
| Adieu                                                   | 1977               |                                                                |
| Al heb je mij bedrogen                                  |                    |                                                                |
| Al zijn we straatarm                                    |                    | Met Jerry Bey, als Jerry en Mary                               |
| Alleen is maar alleen                                   |                    | Met Johnny Hoes, als Johnny en Mary                            |
| Alleen op de wereld                                     | 1978               |                                                                |
| Alleen zijn is moeilijk te leren                        | 1982               |                                                                |
| Aloha oe                                                | 1964               |                                                                |
| Als de lente komt                                       | 1959               | Met Jerry Bey, als Jerry en Mary                               |
| Als de witte rozen bloeien gaan                         | 1976               |                                                                |
| Als een kind tegen me zegt Dag Oma                      | 1983               |                                                                |
| Als er sneeuw ligt in de straten                        |                    |                                                                |
| Als Ierse kinderen huilen                               |                    |                                                                |
| Als ik de zon niet kan wezen                            | 1965               |                                                                |
| Als ik naar je blinde ogen kijk                         |                    |                                                                |
| Als in de kerstnacht                                    |                    |                                                                |
| Als je weer vrijkomt                                    | 1961               |                                                                |
| Als klokken in de nacht luiden                          | 1966               |                                                                |
| Als met kerstmis de klokken luiden gaan                 | 1962               |                                                                |
| Als stille getuige                                      |                    |                                                                |
| Apachendwang                                            | 1967               | Met Jerry Bey, als Jerry en Mary                               |
| Arme kleine Madeleine                                   | 1962               |                                                                |
| Avé Maria                                               | 1966               |                                                                |
| Ay, ay, ay, ay                                          | 1973               |                                                                |
| Balalaika                                               | 1973               |                                                                |
| Ballade van de rijke kerkganger                         | 1972               |                                                                |
| Barcelona                                               |                    | Met Johnny Hoes, als Johnny en Mary                            |
| Bedankt lieve ouders                                    | 1966               |                                                                |
| Bedrogen                                                | 1968               |                                                                |
| Behouden vaart                                          | 1979               |                                                                |
| Ben je eenzaam vannacht                                 |                    |                                                                |
| Berouw komt later                                       | 1965               |                                                                |
| Biecht van een nonnetje                                 | 1980               |                                                                |
| Bij de poort van de school                              | 1964               |                                                                |
| Billy Joe                                               | 1978               |                                                                |
| Blank zijn de zeilen                                    | 1977               |                                                                |
| Bloeiende twijgen                                       | 1959               |                                                                |
| Bloemen aan moeder                                      | 1964               |                                                                |
| Bloemen heb jij gegeven                                 |                    |                                                                |
| Bloemen, wil ik je geven                                | 1962               |                                                                |
| Braziliaanse nachten                                    | 1988               |                                                                |
| Brief naar de gevangenis                                |                    |                                                                |
| Brief van 'n ouwe moeder                                |                    |                                                                |
| Brief van 'n straatmadelief                             | 1969               |                                                                |
| Buona Fortuna                                           | 1961               | Met Jerry Voré, als De Fortuna's                               |
| Crime Passionel                                         | 1972               |                                                                |
| Daantje zal morgen niet huilen                          | 1976               |                                                                |
| Daar bij die molen                                      |                    | Met Johnny Hoes, als Johnny en Mary                            |
| Daar ruist langs de wolken                              |                    |                                                                |
| Daar ben ik weer... ik ben zo blij!                     |                    |                                                                |
| Daddy                                                   |                    |                                                                |
| Dat huis                                                | 1970               |                                                                |
| Dat oude verhaal                                        | 1972               |                                                                |
| De accordeonist                                         | 1977               |                                                                |
| De allermooiste jaren van je leven                      |                    |                                                                |
| De bedelaar van Parijs                                  | 1962               | Met Jerry Bey, als Jerry en Mary                               |
| De beste jaren van haar leven                           |                    | Met Jerry Bey, als Jerry en Mary                               |
| De blinde man                                           |                    |                                                                |
| De blinde soldaat                                       | 1962               |                                                                |
| De bruid (des doods)                                    | 1973               |                                                                |
| De drie klokken                                         | 1977               |                                                                |
| De droom duurt maar een week per jaar                   |                    |                                                                |
| De heilsoldaat                                          |                    | Met Marc Winter                                                |
| De herdertjes lagen bij nachte                          | 1966               |                                                                |
| De kerstman                                             |                    |                                                                |
| De kinderen                                             | 1986               |                                                                |
| De kolenmijnen                                          |                    | Met Jerry Bey, als Jerry en Mary                               |
| De laatste roos                                         | 1974               |                                                                |
| De laatste vaderkus                                     |                    |                                                                |
| De lieve ome                                            | 1974               |                                                                |
| De maîtresse                                            |                    |                                                                |
| De meid van de straat                                   | 1962               |                                                                |
| De mijn                                                 | 1968               |                                                                |
| De mijnramp                                             |                    |                                                                |
| De muur                                                 |                    | Met Jerry Bey, als Jerry en Mary                               |
| De onbekende heilsoldaat                                |                    | Met Johnny Hoes, als Johnny en Mary                            |
| De orgelmeid                                            | 1959               |                                                                |
| De pompbediende                                         |                    | Met Johnny Hoes, als Johnny en Mary                            |
| De poorten van de hemel, de stervende soldaat           | 1964               |                                                                |
| De rozenkrans                                           |                    |                                                                |
| De scheiding                                            |                    |                                                                |
| De schoentjes                                           |                    |                                                                |
| De schooier en zijn hond                                | 1964               |                                                                |
| De schutting                                            | 1972               |                                                                |
| De sirtaki                                              | 1993               |                                                                |
| De soldatenmoeder                                       | 1969               |                                                                |
| De speelbal                                             | 1965               |                                                                |
| De taxichauffeur                                        |                    | Met Johnny Hoes, als Johnny en Mary                            |
| De teddybeer                                            | 1960               |                                                                |
| De tijd zal leren                                       | 1958               |                                                                |
| De toreador                                             | 1993               |                                                                |
| De twee appeltjes                                       |                    |                                                                |
| De twee wezen                                           | 1972               |                                                                |
| De versierde stoel                                      |                    |                                                                |
| De vlieger                                              | 1969               |                                                                |
| De vloek van het leven                                  |                    |                                                                |
| De voddenraper van Parijs                               | 1965               | Met Johnny Hoes, als Johnny en Mary                            |
| De vondeling                                            | 1959               | Met Jerry Bey, als Jerry en Mary                               |
| De vrachtwagenchauffeur                                 |                    | Met Johnny Hoes, als Johnny en Mary                            |
| De vuile hond                                           | 1972               |                                                                |
| De walsmedley                                           |                    |                                                                |
| De wereld moest vol mensen zijn                         | 1981               |                                                                |
| De werkmanszoon                                         |                    | Met Jerry Bey, als Jerry en Mary                               |
| De woekeraar                                            |                    | Met Jerry Bey, als Jerry en Mary                               |
| De zondares                                             |                    |                                                                |
| Denk je nog aan mij in je weelde                        | 1960               |                                                                |
| Denk toch heel goed na                                  | 1982               |                                                                |
| Dood door drugs                                         |                    |                                                                |
| Dronken meneer                                          |                    |                                                                |
| Droom met mij                                           |                    | Met Johnny Hoes, als Johnny en Mary                            |
| Eduard en Helena                                        | 1967               |                                                                |
| Een brug te ver                                         | 1977               |                                                                |
| Een lach en een traan                                   |                    | Met Johnny Hoes, als Johnny en Mary                            |
| Een lied van Louise                                     | 1972               |                                                                |
| Een meid van de vlakte                                  |                    |                                                                |
| Eenmaal                                                 | 1965               |                                                                |
| Eenmaal in je leven                                     | 1993               |                                                                |
| Een moeder laat haar zoon niet vallen                   |                    |                                                                |
| Een moeder van een zeeman                               | 1984               |                                                                |
| Een schoolbel luidt                                     |                    |                                                                |
| En de dagloner zwoegt                                   | 1972               |                                                                |
| En ze lachte                                            | 1975               |                                                                |
| Ga toch niet weg uit m'n leven                          | 1977               |                                                                |
| Geadresseerde wordt vermist                             |                    |                                                                |
| Gezag en orde                                           | 1972               |                                                                |
| Geef mij rozen                                          |                    |                                                                |
| Geef ons een woning                                     | 1963               |                                                                |
| Geen steen en geen bloem                                |                    |                                                                |
| Gelukkig in Parijs                                      | 1977               |                                                                |
| Gestolen rozen                                          |                    |                                                                |
| Gewoon een lekker Hollands liedje                       | 1978               |                                                                |
| Ginds achter de wolken                                  |                    |                                                                |
| Gratie                                                  |                    |                                                                |
| Haar grootste dag                                       |                    |                                                                |
| Haar grote reeënogen                                    | 1963               |                                                                |
| Hallo Bandoeng                                          |                    |                                                                |
| Heintje, m'n kleintje                                   | 1969               |                                                                |
| Helden in het zwart                                     | 1960               | Met Jerry Bey, als Jerry en Mary                               |
| Het altaar                                              |                    |                                                                |
| Het angelus klept in de verte                           |                    |                                                                |
| Het bloemenmeisje                                       |                    |                                                                |
| Het bloemenmeisje van de Notre-Dame                     |                    | Met Johnny Hoes, als Johnny en Mary                            |
| Het broekie van Jantje                                  | 1965               |                                                                |
| Het eerste kindje                                       | 1965               |                                                                |
| Het hobbelpaard                                         | 1967               |                                                                |
| Het hutje bij de zee                                    |                    |                                                                |
| Het is voor jou                                         |                    |                                                                |
| Het kerkje                                              | 1993               |                                                                |
| Het kerstkindje wilden ze zien!                         | 1966               |                                                                |
| Het kind van de buren                                   |                    |                                                                |
| Het kind van de straatmeid                              |                    |                                                                |
| Het klagende weesje                                     |                    |                                                                |
| Het konijntje                                           | 1973               | Een variant van het liedje is Flappie.                         |
| Het leven is een tranendal                              |                    | Met Johnny Hoes, met Johnny en Mary                            |
| Het lied van het pierement                              | 1965               |                                                                |
| Het moederhart                                          | 1974               |                                                                |
| Het moedertje                                           |                    |                                                                |
| Het mooiste geschenk in mijn leven                      | 1985               |                                                                |
| Het noodlot                                             | 1965               |                                                                |
| Het oorlogsweesje                                       | 1972               |                                                                |
| Het oude carillon                                       |                    |                                                                |
| Het parelsnoer                                          | 1974               |                                                                |
| Het portretje                                           |                    |                                                                |
| Het soldaatje (De vier raadsels)                        | 1971               |                                                                |
| Het steegje                                             | 1965               |                                                                |
| Het stiefkind                                           | 1968               |                                                                |
| Hij deed zijn plicht                                    |                    |                                                                |
| Hij was maar 'n jongen van Jan Boezeroen                | 1986               |                                                                |
| Hij was maar een neger                                  | 1965               |                                                                |
| Honger kent geen geweten                                | 1984               |                                                                |
| Hoor ik de Spaanse gitaren                              | 1976               |                                                                |
| Hoort hoe de kerstklokken luiden                        | 1966               |                                                                |
| Hou altijd je moeder in ere                             |                    |                                                                |
| Hou moed, lieve pappie                                  | 1970               |                                                                |
| Huil niet langer, lieve moeder                          |                    |                                                                |
| Huil niet mevrouw Humphrey                              | 1969               |                                                                |
| Ik ben zo blij dat ik mag zingen                        |                    |                                                                |
| Ik ben zo blij met iedere dag                           |                    |                                                                |
| Ik blijf op je wachten                                  | 1964               |                                                                |
| Ik droomde                                              |                    |                                                                |
| Ik ga pappie tegemoet                                   | 1957               |                                                                |
| Ik geloof                                               | 1981               |                                                                |
| Ik heb eerbied voor jou grijze haren                    | 1965               |                                                                |
| Ik heb je te diep in je ogen gezien (medley)            | 1980               |                                                                |
| Ik heb niet gewandeld op rozen                          | 1965               |                                                                |
| Ik sta aan 't strand                                    |                    |                                                                |
| Ik vraag niet wat je bent geweest                       | 1965               |                                                                |
| Ik wacht op jou                                         | 1970               |                                                                |
| Ik wil alles vergeten                                   |                    |                                                                |
| Ik wil geen parels uit Hawai                            | 1970               |                                                                |
| Ik zal altijd van je houden (zorgenkind)                | 1983               |                                                                |
| In een hutje in de duinen                               |                    |                                                                |
| In 'n gouden koets                                      | 1966               |                                                                |
| In ‘t kerkportaal                                       |                    |                                                                |
| In de haven klinkt een lied                             | 1978               |                                                                |
| In de haven van Marseille                               | 1993               |                                                                |
| In eenzame nachten                                      | 1978               |                                                                |
| In een gouden lijstje                                   | 1979               |                                                                |
| In Hamburg (loop ik langs de straten)                   | 1975               |                                                                |
| In onze rozentuin                                       |                    |                                                                |
| In Santo Domingo                                        | 1979               |                                                                |
| Ja, ik weet                                             | 1968               |                                                                |
| Jalouzie                                                | 1958               |                                                                |
| Janneman                                                |                    |                                                                |
| Jantje aan de telefoon                                  |                    |                                                                |
| Jantje's boodschap                                      |                    |                                                                |
| Jantje's voetbal                                        |                    |                                                                |
| Jantje was een kleine kleuter (witte rozen)             | 1964               |                                                                |
| Jaren komen, jaren gaan                                 | 1960               | Met Jerry Bey, als Jerry en Mary                               |
| Je bent niemand tot iemand van je houdt                 |                    | Met Johnny Hoes, als Johnny en Mary                            |
| Je hebt haar maar eenmaal, je moeder                    |                    |                                                                |
| Je hebt mij verstoten                                   |                    |                                                                |
| Je mooie woorden                                        | 1959               | Met Jerry Bey, met Jerry en Mary                               |
| Jerusalem                                               |                    |                                                                |
| Jij bent heus niet de eerste                            |                    |                                                                |
| Jij maakt ons ten schande                               | 1984               |                                                                |
| Johnny de zwerver                                       | 1993               |                                                                |
| Jongen                                                  | 1980               |                                                                |
| Jongens van 18 jaar                                     | 1966               |                                                                |
| Jouw ring                                               | 1977               |                                                                |
| Jumpin’ at the woodside                                 |                    |                                                                |
| Karel en Leida                                          | 1969               |                                                                |
| Keine Perlen aus Hawaii                                 | 1973               | De Duitstalige versie van "Ik wil geen parels uit Hawaii"      |
| Keetje Tippel                                           | 1975               |                                                                |
| Kersebloesem in Yokohama                                | 1977               |                                                                |
| Kerstfeest in Berlijn                                   | 1962               |                                                                |
| Kerstfeest in Holland                                   |                    |                                                                |
| Kerstklokken luiden                                     | 1959               |                                                                |
| Kindergebed (Moeder en kind)                            | 1957               |                                                                |
| Kinderloos                                              | 1962               | Met Jerry Bey, als Jerry en Mary                               |
| Kindertroost                                            | 1970               |                                                                |
| Kinderverdriet                                          | 1960               | Met Jerry Bey, als Jerry en Mary                               |
| Kindjes graf                                            |                    |                                                                |
| Kleine bandolero                                        | 1993               |                                                                |
| Kleine bedelaar                                         |                    |                                                                |
| Kleine herdersjongen                                    | 1975               |                                                                |
| Kleine kinderhandjes                                    | 1959               |                                                                |
| Kleine schooier (Kleine Jantje)                         |                    |                                                                |
| Kleine schooier met een scheur in je broekie            |                    |                                                                |
| Kleine Suze                                             | 1970               |                                                                |
| Koekoekswals                                            | 1965               |                                                                |
| Komedie                                                 | 1962               |                                                                |
| Kom bij mij                                             |                    |                                                                |
| Kom, matroos                                            | 1975               |                                                                |
| 'k Zie aan het raam de laatste rozen bloeien            |                    |                                                                |
| Komt de liefde in gevaar                                | 1986               |                                                                |
| Kom terug, jongenlief                                   | 1965               |                                                                |
| Kom zwarte zigeuner                                     | 1971               |                                                                |
| Koop van mij een bosje bloemen                          | 1980               |                                                                |
| Laat de zon in m'n hart toch weer gaan schijnen         | 1974               |                                                                |
| Lach clown                                              |                    | Met Johnny Hoes, als Johnny en Mary                            |
| Lang geleden                                            | 1959               |                                                                |
| Later zul je aan mij denken                             |                    |                                                                |
| Laura                                                   | 1970               |                                                                |
| Lieve Gerard Reve                                       | 1980               | Ode aan Gerard Reve, op dezelfde melodie als De Soldatenmoeder |
| Lieveling, waarom laat men jou boeten?                  | 1964               |                                                                |
| Loesje's verjaardag                                     |                    |                                                                |
| Loop nooit je moeder's deur voorbij                     |                    |                                                                |
| Loop nooit voorbij dat huisje                           | 1982               |                                                                |
| Luister Anita                                           | 1977               | Waarschijnlijk door Mary zelf geschreven                       |
| Maar zij die achterbleven                               | 1969               |                                                                |
| Mag ik van u een lift meneer?                           | 1968               |                                                                |
| Mamaatje geef me 'n paardje                             |                    |                                                                |
| Mama                                                    | 1965               |                                                                |
| Mammie, ik voel me alleen                               |                    |                                                                |
| Mammie, waar ben je?                                    | 1964               |                                                                |
| Mandolinen in Nicosia (Het lied van de druivenplukkers) | 1972               |                                                                |
| Maria's kind                                            | 1966               |                                                                |
| Marietje                                                |                    | Met Johnny Hoes, als Johnny en Mary                            |
| Marie Trottoir                                          | 1977               |                                                                |
| Marilou                                                 | 1965               |                                                                |
| Mexico                                                  | 1960, 1969 en 1986 |                                                                |
| M'n pappie is enkel een foto                            | 1965               |                                                                |
| Mijn leven (My way)                                     | 1987               | Afscheidslied van Mary                                         |
| Mijn mammie is geen dievegge                            |                    |                                                                |
| Mijn mooiste roos/Mijn schoonste roos                   | 1977               |                                                                |
| Miljoenen ogen                                          | 1963               |                                                                |
| Milord                                                  | 1977               |                                                                |
| Mio amore addio                                         | 1961               | als Veronika                                                   |
| Moeder                                                  | 1971               |                                                                |
| Moeder te zijn                                          |                    |                                                                |
| Moeders brief                                           |                    |                                                                |
| Moeders graf                                            | 1961               |                                                                |
| Moeders kerstfeest                                      | 1959               |                                                                |
| Moeders liedje                                          | 1960               | Met Jerry Bey, als Jerry en Mary                               |
| Moeder en kind                                          |                    |                                                                |
| Moeder, hoe kan ik je danken?                           | 1965               |                                                                |
| Moeder, ik kan je niet missen                           | 1964               |                                                                |
| Moeder, laat je hart toch spreken                       | 1964               |                                                                |
| Moeder, neem ons mee naar huis                          |                    |                                                                |
| Moeder, we zijn zo gelukkig                             | 1964               |                                                                |
| Moederdag                                               |                    |                                                                |
| Moedermedley                                            |                    |                                                                |
| Moederlief                                              | 1993               |                                                                |
| Moedertjelief                                           | 1960               |                                                                |
| Mooi Elsje                                              |                    |                                                                |
| Mooie Roza                                              |                    |                                                                |
| Mutters Grab                                            | 1962               | De Duitstalige versie van Moeders graf                         |
| Nachtvlinders                                           |                    | Met Jerry Bey, als Jerry en Mary                               |
| Napoli                                                  |                    |                                                                |
| Nee nee nee, 'k zal geen traan om je laten              | 1962               |                                                                |
| Neem mij met je mee                                     | 1962               |                                                                |
| Nog altijd                                              |                    |                                                                |
| Nonnenkoor                                              |                    |                                                                |
| Nooit geen oorlog meer!                                 | 1966               |                                                                |
| Nooit krijg ik spijt                                    | 1977               |                                                                |
| Nooit, nee nooit                                        |                    | Met Jerry Bey, als Jerry en Mary                               |
| Nooit zullen wij van elkander zijn                      | 1977               |                                                                |
| 'n Roos kan niet zonder zonneschijn                     |                    | Met Jerry Bey, als Jerry en Mary                               |
| Nu ben ik alleen                                        | 1970               |                                                                |
| Nu komt de tijd                                         |                    |                                                                |
| Nummer 108                                              | 1968               |                                                                |
| Oene van Sneek                                          | 1977               |                                                                |
| Oh, denneboom                                           | 1966               |                                                                |
| Oh, Irish boy                                           |                    |                                                                |
| Omdat                                                   | 1957               |                                                                |
| Onder de rode lantaarn aan de haven                     | 1962               |                                                                |
| Onder de sombrero                                       |                    |                                                                |
| Onder ’n brug van parijs                                | 1976               | Met Jerry Bey, als Jerry en Mary                               |
| Oordeel nooit over een ander                            | 1984               |                                                                |
| Op 't duin zat 'n knaapje te wenen                      | 1971               |                                                                |
| Op Capri gaf je rozen aan mij                           | 1974               |                                                                |
| Op een mansarde                                         | 1972               |                                                                |
| Op de purperen hei                                      |                    |                                                                |
| Ouden van dagen                                         | 1968               |                                                                |
| Ouderloos                                               |                    |                                                                |
| Ouwe orgeldraaier                                       |                    | Met Jerry Bey, als Jerry en Mary                               |
| Overzee (El condor pasa)                                | 1970               |                                                                |
| Overschotje                                             |                    |                                                                |
| Padam, padam, padam                                     | 1977               |                                                                |
| Pappie's grote sterke handen                            | 1962               |                                                                |
| Parijs bij nacht                                        |                    | Met Johnny Hoes, als Johnny en Mary                            |
| Patrick en Sheila                                       |                    |                                                                |
| Portretje                                               | 1958               |                                                                |
| Rij voorzichtig                                         | 1962               |                                                                |
| Rock around the clock                                   | 1986               | Met Normaal                                                    |
| Rooie Sien                                              | 1975               |                                                                |
| Rosemarie, slavin van de straat                         |                    | Met Jerry Bey, als Jerry en Mary                               |
| Rozen voor moeder                                       | 1965               | Met Jerry Bey, als Jerry en Mary                               |
| Ruzie maken is verkeerd                                 | 1993               |                                                                |
| Scheiden doet lijden                                    | 1965               |                                                                |
| ’s nachts in m’n dromen                                 |                    |                                                                |
| ’s nachts lig ik van jou te dromen                      | 1983               |                                                                |
| 's nachts, op de donkere boulevard                      | 1968               |                                                                |
| Slavenkoor (Zwarte slaven)                              | 1972               |                                                                |
| Sluimer zacht, m'n lieve jongen                         | 1964               |                                                                |
| Sluit nooit je ogen voor de waarheid                    |                    |                                                                |
| Spaanse vluchteling                                     | 1965               |                                                                |
| Stille nacht, heilige nacht                             | 1966               |                                                                |
| Sunnyboy                                                | 1969               |                                                                |
| 't Broekie van Jantje                                   |                    |                                                                |
| Te laat                                                 |                    |                                                                |
| Terang Boelan                                           | 1964               |                                                                |
| 't Is kerstmis                                          | 1966               |                                                                |
| 't Kinderfietsje                                        |                    |                                                                |
| Toch heeft ze haar kinderen lief                        | 1976               |                                                                |
| Toen vader en moeder nog leefde                         | 1960               | Met Jerry Bey, als Jerry en Mary                               |
| Toe pappie drink niet meer                              |                    |                                                                |
| 't Was aan de Costa del Sol                             | 1975               |                                                                |
| Tweeduizend jaar geleden                                |                    |                                                                |
| Twee kindervlechten                                     | 1960               |                                                                |
| Twee witte rozen                                        | 1993               |                                                                |
| Twee zwarte paarden                                     | 1983               |                                                                |
| Urenlang                                                | 1963               |                                                                |
| Uren, dagen, maanden, jaren                             | 1966               |                                                                |
| Vaarwel Hawaii                                          |                    |                                                                |
| Vader, kom thuis!                                       | 1965               |                                                                |
| Valse liefde                                            |                    |                                                                |
| Van jou geen bloemen                                    | 1977               |                                                                |
| Vaya con dios-Ben je eenzaam vannacht-Nu komt de tijd   |                    |                                                                |
| Veel bittere tranen                                     |                    |                                                                |
| Vele, vele malen                                        | 1975               |                                                                |
| Vergeet je moeder niet                                  | 1959               | Met Jerry Bey, als Jerry en Mary                               |
| Vergeet mij niet                                        | 1965               |                                                                |
| Vergelding                                              | 1959               | Met Jerry Bey, als Jerry en Mary                               |
| Verlaten                                                | 1965               |                                                                |
| Ver van mijn zonnige vaderland                          |                    |                                                                |
| Vier muren                                              | 1986               |                                                                |
| Vijftig jaar getrouwd                                   |                    | Met Jerry Bey, als Jerry en Mary                               |
| Vissers van Capri                                       | 1974               |                                                                |
| Volendam je bent de parel                               |                    | Met Johnny Hoes, als Johnny en Mary                            |
| Voorbij                                                 |                    |                                                                |
| Voor jou                                                |                    |                                                                |
| Voor jou wil ik leven                                   |                    |                                                                |
| Voor ma                                                 |                    |                                                                |
| Vragende kinderogen                                     | 1982               |                                                                |
| Vrede                                                   | 1966               |                                                                |
| Vroeg of laat                                           | 1957               |                                                                |
| Vrolijk kerstfeest                                      | 1966               |                                                                |
| Waarom?                                                 | 1960               |                                                                |
| Waarom, waarom                                          | 1977               |                                                                |
| Waarom die tranen?                                      |                    |                                                                |
| Waarom ging jij naar die ander                          | 1983               |                                                                |
| Waarom loopt men altijd mijn deur voorbij?              | 1969               |                                                                |
| Waarom wou jij van mij noch van mijn liefe weten?       | 1965               |                                                                |
| Walsmedley                                              |                    |                                                                |
| Want ook een zwarte ziel...                             | 1972               |                                                                |
| Ware liefde kan je niet kopen                           |                    | Met Johnny Hoes, als Johnny en Mary                            |
| Was soll nun werden                                     | 1962               |                                                                |
| Wat ben je toch rijk in je leven!                       | 1969               |                                                                |
| Wat is het toch heerlijk                                | 1980               |                                                                |
| Wat kan 't nou schelen                                  | 1993               |                                                                |
| Wat weet 'n kind                                        |                    |                                                                |
| Weet je moeder, wat ik droomde                          | 1972               |                                                                |
| Weet je waarom ik huil                                  | 1977               |                                                                |
| Werkeloos                                               | 1984               |                                                                |
| Witte klompen                                           |                    | Met Johnny Hoes, als Johnny en Mary                            |
| Witte rozen uit Athene                                  | 1965               |                                                                |
| Wraak                                                   |                    |                                                                |
| Zacht oranje rozen                                      |                    |                                                                |
| Zeehondenbabies                                         | 1971               |                                                                |
| Zeg oude muzikant                                       | 1978               |                                                                |
| Zeven witte zwanen                                      | 1974               |                                                                |
| Zij was ‘n meid                                         |                    |                                                                |
| Zilverdraden tussen ‘t goud                             | 1967               |                                                                |
| Zoals vroeger                                           |                    |                                                                |
| Zo is het leven                                         |                    |                                                                |
| Zolang de roosjes bloeien                               | 1977               |                                                                |
| Zonder liefde gaat het niet                             | 1977               |                                                                |
| Zonder zon                                              | 1976               |                                                                |
| Zwerver's kerstnacht                                    | 1966               |                                                                |
| Zwijgen is goud                                         |                    | Met Johnny Hoes, als Johnny en Mary                            |